# Molophilus (Promolophilus) munkar
Molophilus (Promolophilus) munkar is een tweevleugelige uit de familie steltmuggen (Limoniidae). De soort komt voor in het Oriëntaals gebied.